# Compsobuthus andresi
Espèce
Compsobuthus andresi est une espèce de scorpions de la famille des Buthidae.

## Distribution
Cette espèce est endémique d'Uttar Pradesh en Inde. Elle se rencontre vers Jawnpur.

## Description
Le mâle holotype mesure 31,1 mm et la femelle paratype 32,9 mm.

## Étymologie
Cette espèce est nommée en l'honneur d'Andrés Alejandro Ojanguren Affilastro.

## Publication originale
- Lourenço, 2004 : « A new species of Compsobuthus Vachon, 1949 from India (Scorpiones, Buthidae). » Entomologische Mitteilungen aus dem Zoologischen Museum Hamburg, vol. 14, no 169, p. 157-163 (texte intégral).